# CoCo Vandeweghe
Colleen "CoCo" Vandeweghe (Nova York, 6 de desembre de 1991) és una tennista professional estatunidenca.
Va guanyar el US Open en categoria júnior l'any 2008, però a nivell professional només ha aconseguit dos títols, i ha entrat al Top 20 del rànquing individual. Malgrat ser una tennista bàsicament individual, és en categoria de dobles on ha aconseguit els seus èxits més importants, on va guanyar l'US Open 2018 amb Ashleigh Barty, mentre que en dobles mixtos n'ha disputat dues finals, l'Open d'Austràlia 2016 i l'US Open 2016. Va guanyar la Copa Federació l'any 2017 amb l'equip estatunidenc.

## Biografia
CoCo Vandeweghe és neta del jugador de bàsquet de la NBA Ernie Vandeweghe i de Colleen Kay Hutchins (Miss Amèrica 1952), filla de la nadadora olímpica Tauna Vandeweghe, neboda del jugador de bàsquet de la NBA, dos vegades All-Star i entrenador Ernest "Kiki" Vandeweghe, i reneboda del també jugador de bàsquet de la NBA i quatre vegades All-Star Mel Hutchins.

## Torneigs de Grand Slam

### Dobles: 1 (1−0)
| Resultat   | Núm. | Any  | Torneig | Parella        | Oponents                        | Marcador            |
| ---------- | ---- | ---- | ------- | -------------- | ------------------------------- | ------------------- |
| Guanyadora | 1.   | 2018 | US Open | Ashleigh Barty | Tímea Babos Kristina Mladenovic | 3−6, 7−6(2), 7−6(6) |

### Dobles mixts: 2 (0−2)
| Resultat  | Núm. | Any  | Torneig          | Parella     | Oponents                    | Marcador         |
| --------- | ---- | ---- | ---------------- | ----------- | --------------------------- | ---------------- |
| Finalista | 1.   | 2016 | Open d'Austràlia | Horia Tecau | Ielena Vesninà Bruno Soares | 4−6, 6−4, [5−10] |
| Finalista | 2.   | 2016 | US Open          | Rajeev Ram  | Laura Siegemund Mate Pavić  | 4−6, 4−6         |

## Carrera esportiva
Formada en el La Costa Canyon High School, amb una alçada de 1'83 m i una velocitat de servei de 177 km/h, Vandeweghe té com a entrenador a Robert Van't Hof, el mateix que en el seu dia va ser mentor de Lindsay Davenport.
Amb només 14 anys va jugar el seu primer partir en el circuit professional, la primera ronda del torneig Acura Classic de San Diego (Califòrnia); on va perdre en només dos sets contra l'alemanya Sabine Lisicki (4-6 i 5-7), però va deixar algunes gotes de qualitat impròpies par a una noia de la seva edat. Situada entre les 500 millors del ranking de la WTA, la seva progressió en les temporades 2006 i 2007 li van servir perquè la organización de l'US Open li concedís una wild card de cara al torneig final del 2008. Així, el 25 d'agost de 2008 va fer el seu debut en un partit de Grand Slam a la llegendària pista Arthur Ashe, perdent en primera ronda (3-6 i 1-6) contra la sèrbia Jelena Janković, número 2 del món en aquell moment.
El primer partit que es va saldar amb victòria per a ella va ser en el segon torneig que jugava la temporada 2009, al LA Women's Tennis Championships contra la italiana Tathiana Garbin. Els anys següents va seguir jugant torneig professionals i després d'arribar als quarts de final del Torneig de Memphis del 2011 va entrar al Top100.
El 2012 va jugar la seva primera final al Torneig de Stanford, als Estats Units, contra la seva compatriota Serena Williams (5-7 i 3-6). Després d'aquesta final no en va disputar cap més fins al 2014 al Torneig de 's-Hertogenbosch, als Països Baixos, on va guanyar el seu primer torneig individual contra la xinesa Zheng Jie en dos sets (6-2 i 6-4).
El 2016 va ser l'any en què va sobresortir per damunt d'altres promeses. Guanyant una altra vegada a 's-Hertogenbosch individualment i arribant a quatre finals en dobles (dos en dobles mixtes), perdent a Masters de Cincinnati, l'Open d'Austràlia i al US Open i guanyat al Masters Indian Wells.

## Palmarès

### Individual: 6 (2−4)
| Llegenda                                             |
| ---------------------------------------------------- |
| Grand Slam (0−0)                                     |
| WTA Tour Championships / WTA Finals (0−0)            |
| WTA Tournament of Champions / WTA Elite Trophy (0−1) |
| Premier Mandatory (0−0)                              |
| Premier 5 (0−0)                                      |
| Premier (0−3)                                        |
| International (2−0)                                  |

| Títols per superfície |
| --------------------- |
| Dura (0−3)            |
| Gespa (2−0)           |
| Terra batuda (0−1)    |

| Resultat   | Núm. | Data                  | Torneig                         | Superfície   | Oponent             | Marcador    |
| ---------- | ---- | --------------------- | ------------------------------- | ------------ | ------------------- | ----------- |
| Finalista  | 1.   | 15 de juliol de 2012  | Stanford, Estats Units          | Dura         | Serena Williams     | 5−7, 3−6    |
| Guanyadora | 1.   | 21 de juny de 2014    | 's-Hertogenbosch, Països Baixos | Gespa        | Zheng Jie           | 6−2, 6−4    |
| Guanyadora | 2.   | 12 de juny de 2016    | 's-Hertogenbosch (2)            | Gespa        | Kristina Mladenovic | 7−5, 7−5    |
| Finalista  | 2.   | 15 de juliol de 2017  | Stanford (2)                    | Dura         | Madison Keys        | 6−7(4), 4−6 |
| Finalista  | 3.   | 5 de novembre de 2017 | WTA Elite Trophy, Zhuhai, Xina  | Dura (i)     | Julia Görges        | 5−7, 1−6    |
| Finalista  | 4.   | 29 d'abril de 2018    | Stuttgart, Alemanya             | Terra batuda | Karolína Plíšková   | 6−7(2), 4−6 |

### Dobles femenins: 6 (4−2)
| 2009 − 2020             | Després de 2021 |
| ----------------------- | --------------- |
| Grand Slam (1−0)        |                 |
| WTA Finals (0−0)        |                 |
| Premier Mandatory (2−0) | WTA 1000 (0−0)  |
| Premier 5 (0−1)         | WTA 1000 (0−0)  |
| Premier (1−0)           | WTA 500 (0−1)   |
| International (0−0)     | WTA 250 (0−0)   |

| Títols per superfície |
| --------------------- |
| Dura (4−2)            |
| Gespa (0−0)           |
| Terra batuda (0−0)    |

| Resultat   | Núm. | Data                   | Torneig                    | Superfície | Parella               | Oponents                              | Marcador            |
| ---------- | ---- | ---------------------- | -------------------------- | ---------- | --------------------- | ------------------------------------- | ------------------- |
| Guanyadora | 1.   | 19 de març de 2016     | Indian Wells, Estats Units | Dura       | Bethanie Mattek-Sands | Julia Goerges Karolína Plíšková       | 4−6, 6−4, [10−6]    |
| Finalista  | 1.   | 21 d'agost de 2016     | Cincinnati, Estats Units   | Dura       | Martina Hingis        | Sania Mirza Barbora Strýcová          | 5−7, 4−6            |
| Guanyadora | 2.   | 6 d'agost de 2017      | Stanford, Estats Units     | Dura       | Abigail Spears        | Alizé Cornet Alicja Rosolska          | 6−2, 6−3            |
| Guanyadora | 3.   | 1 d'abril de 2018      | Miami, Estats Units        | Dura       | Ashleigh Barty        | Barbora Krejčíková Kateřina Siniaková | 6−2, 6−1            |
| Guanyadora | 4.   | 9 de setembre de 2018  | US Open, Estats Units      | Dura       | Ashleigh Barty        | Tímea Babos Kristina Mladenovic       | 3−6, 7−6(2), 7−6(6) |
| Finalista  | 2.   | 16 de setembre de 2023 | San Diego, Estats Units    | Dura       | Danielle Collins      | Barbora Krejčíková Kateřina Siniaková | 1−6, 4−6            |

### Dobles mixts: 2 (0−2)
| Resultat  | Núm. | Data                | Torneig                     | Superfície | Parella     | Oponents                    | Marcador         |
| --------- | ---- | ------------------- | --------------------------- | ---------- | ----------- | --------------------------- | ---------------- |
| Finalista | 1.   | 18 de gener de 2016 | Open d'Austràlia, Austràlia | Dura       | Horia Tecau | Ielena Vesninà Bruno Soares | 4−6, 6−4, [5−10] |
| Finalista | 2.   | 31 d'agost de 2016  | US Open, Estats Units       | Dura       | Rajeev Ram  | Laura Siegemund Mate Pavić  | 4−6, 4−6         |

### Equips: 3 (1−2)
| Resultat   | Núm. | Data                        | Torneig                                 | Superfície | Equip                                            | Oponents                                                          | Resultat |
| ---------- | ---- | --------------------------- | --------------------------------------- | ---------- | ------------------------------------------------ | ----------------------------------------------------------------- | -------- |
| Finalista  | 1.   | 6 - 7 de novembre de 2010   | Copa Federació, San Diego, Estats Units | Dura (i)   | Liezel Huber Bethanie Mattek-Sands Melanie Oudin | Sara Errani Flavia Pennetta Francesca Schiavone Roberta Vinci     | 1–3      |
| Finalista  | 2.   | 7 de gener de 2017          | Copa Hopman, Perth, Austràlia           | Dura       | Jack Sock                                        | Kristina Mladenovic Richard Gasquet                               | 1–2      |
| Guanyadora | 1.   | 11 - 12 de novembre de 2017 | Copa Federació, Minsk, Belarús          | Dura (i)   | Alison Riske Shelby Rogers Sloane Stephens       | Vera Lapko Lidziya Marozava Arina Sabalenka Aliaksandra Sasnovich | 3–2      |

## Trajectòria

### Individual
| Torneig | 2007        | 2008        | 2009        | 2010        | 2011        | 2012        | 2013        | 2014        | 2015  | 2016  | 2017  | 2018  | 2019 | 2020        | 2021        | 2022        | 2023 | Títols    | V – D     |
| --- | ----------- | ----------- | ----------- | ----------- | ----------- | ----------- | ----------- | ----------- | ----- | ----- | ----- | ----- | ---- | ----------- | ----------- | ----------- | ---- | --------- | --------- |
| Open d'Austràlia | A           | A           | A           | 1R          | 1R          | Q1          | 1R          | Q1          | 3R    | 1R    | SF    | 1R    | A    | 1R          | A           | Q1          | 1R   | 0 / 9     | 7 – 9     |
| Roland Garros | A           | A           | A           | A           | 1R          | Q2          | 1R          | 2R          | 1R    | 2R    | 1R    | 2R    | A    | A           | Q2          | Q1          |      | 0 / 7     | 3 – 7     |
| Wimbledon | A           | A           | A           | A           | 1R          | 1R          | 1R          | 2R          | QF    | 4R    | QF    | 1R    | A    | NC          | 2R          | 1R          |      | 0 / 10    | 13 – 10   |
| US Open | Q1          | 1R          | Q1          | 1R          | 2R          | 1R          | 2R          | 2R          | 2R    | 1R    | SF    | 1R    | 1R   | A           | 1R          | 1R          |      | 0 / 13    | 9 – 13    |
| WTA Elite Trophy | No celebrat | No celebrat | No celebrat | No celebrat | No celebrat | No celebrat | No celebrat | No celebrat | A     | A     | F     | A     | A    | No celebrat | No celebrat | No celebrat |      | 0 / 1     | 3 – 1     |
| Total Victòries−Derrotes | 0−1         | 0−3         | 1−2         | 6−8         | 8−13        | 6−7         | 5−11        | 22−14       | 20−22 | 23−18 | 35−18 | 10−17 | 1−3  | 0−2         | 4−9         |             |      | 144 – 152 | 144 – 152 |
| Rànquing a final d'any | 746         | 405         | 354         | 114         | 127         | 95          | 110         | 40          | 37    | 37    | 10    | 101   | 332  | 214         |             |             |      |           |           |
| Llegenda: G: Guanyadora; F: Finalista; SF: Semifinalista; QF: Quarts de final; Q: Qualificació; A: Absent; RR: Round Robin; |             |             |             |             |             |             |             |             |       |       |       |       |      |             |             |             |      |           |           |

### Dobles femenins
| Torneig | 2008 | 2009        | 2010        | 2011        | 2012 | 2013        | 2014        | 2015        | 2016 | 2017        | 2018        | 2019        | 2020        | 2021 | 2022 | 2023 | Títols | V – D   |
| --- | ---- | ----------- | ----------- | ----------- | ---- | ----------- | ----------- | ----------- | ---- | ----------- | ----------- | ----------- | ----------- | ---- | ---- | ---- | ------ | ------- |
| Open d'Austràlia | A    | A           | A           | A           | A    | A           | A           | 1R          | QF   | 2R          | 1R          | A           | A           | A    | A    | A    | 0 / 4  | 3 – 4   |
| Roland Garros | A    | A           | A           | 1R          | A    | A           | A           | 1R          | 2R   | 1R          | 1R          | A           | A           | 1R   | A    | A    | 0 / 5  | 1 – 5   |
| Wimbledon | A    | A           | A           | A           | A    | A           | A           | 3R          | A    | 1R          | A           | A           | NC          | 1R   | 3R   | A    | 0 / 4  | 4 – 4   |
| US Open | 1R   | A           | 2R          | A           | A    | 2R          | 2R          | SF          | SF   | 1R          | G           | 1R          | A           | 1R   | 1R   | 1R   | 1 / 12 | 17 – 11 |
| Jocs Olímpics | A    | No celebrat | No celebrat | No celebrat | A    | No celebrat | No celebrat | No celebrat | 2R   | No celebrat | No celebrat | No celebrat | No celebrat | A    | NC   | NC   | 0 / 1  | 1 – 1   |
| Rànquing a final d'any | 960  | 306         | 308         | 244         | 493  | 110         | 195         | 55          | 18   | 63          | 14          | 201         | 217         |      |      |      |        |         |
| Llegenda: G: Guanyadora; F: Finalista; SF: Semifinalista; QF: Quarts de final; Q: Qualificació; A: Absent; RR: Round Robin; |      |             |             |             |      |             |             |             |      |             |             |             |             |      |      |      |        |         |

### Dobles mixts
| Open d'Austràlia | A  | A | A | A | A | F  | A  | A  | A  | 0 / 1 | 3 – 1 |
| Roland Garros | A  | A | A | A | A | QF | 1R | 1R | A  | 0 / 3 | 2 – 3 |
| Wimbledon | A  | A | A | A | A | 2R | A  | A  | A  | 0 / 1 | 0 – 1 |
| US Open | 1R | A | A | A | A | F  | SF | A  | 1R | 0 / 4 | 7 – 4 |
| Llegenda: G: Guanyadora; F: Finalista; SF: Semifinalista; QF: Quarts de final; Q: Qualificació; A: Absent; RR: Round Robin; |    |   |   |   |   |    |    |    |    |       |       |